# Karnulu
Karnulu (hindi कर्नूल, trl. Karnūlu) – miasto w środkowo-południowych Indiach, w zachodnio-środkowej części stanu Andhra Pradeś, w dystrykcie Karnulu, około 180 km w linii prostej na południe od tymczasowej stolicy stanu – Hajdarabadu. Jest siedzibą administracyjną dystryktu.
W 2011 było siódmym pod względem liczby ludności miastem w stanie, najludniejszym w dystrykcie. Zamieszkiwało je 430 214 osoby, co stanowiło ok. 10,6% ludności dystryktu. Mężczyźni stanowili 49,7% populacji, kobiety 50,3%. Umiejętność pisania posiadało 77,06% mieszkańców w przedziale od siedmiu lat wzwyż, przy czym odsetek ten był wyższy u mężczyzn – 83,01%. Wśród kobiet wynosił 71,24%. Dzieci do lat sześciu stanowiły 11,2% ogółu mieszkańców miasta. W strukturze wyznaniowej przeważali hinduiści – 67,20%. Islam deklarowało 29,22%; 2,50% liczyła społeczność chrześcijan, 0,23% dźinistów, 0,05% sikhów, 0,01% buddystów. Około 33% mieszkańców miasta i terenów bezpośrednio do niego przylegających (Out Growth) żyło w slumsach.
W Karnulu jest wiele elementów architektury o dużej wartości historycznej, m.in. ruiny średniowiecznego fortu wzniesionego w czasach istnienia Królestwa Widźajanagaru.